# Days of Our Lives: Beyond Salem
Days of Our Lives: Beyond Salem è stata una soap opera statunitense in 10 puntate trasmesse per la prima volta nel corso di 2 stagioni dal 2021 al 2022.
È stato uno spin-off della soap opera Il tempo della nostra vita che segue le avventure dei personaggi attuali ed precedenti di Il tempo della nostra vita fuori Salem, nell'Illinois.

## Trama
La serie segue le avventure dei personaggi attuali ed precedenti di Il tempo della nostra vita fuori Salem, nell'Illinois.

## Puntate
| Stagione         | Episodi | Puntate | Streaming                            |
| ---------------- | ------- | ------- | ------------------------------------ |
| Prima stagione   | 5       | 1-5     | 6 settembre 2021 - 10 settembre 2021 |
| Seconda stagione | 5       | 1-5     | 11 luglio 2022 - 15 luglio 2022      |

## Personaggi e interpreti

### Personaggi principali
- Marlena Evans (stagioni 1-2), interpretata da Deidre Hall.
- John Black (stagioni 1-2), interpretato da Drake Hogestyn.
- Ben Weston (stagioni 1-2), interpretato da Robert Scott Wilson.
- Ciara Brady (stagioni 1-2), interpretata da Victoria Konefal.
- Abe Carver (stagione 1), interpretato da James Reynolds.
- Paulina Price (stagione 1), interpretata da Jackée Harry.
- Lani Price Grant (stagione 1), interpretata da Saleisha Stowers.
- Eli Grant (stagione 1), interpretato da Lamon Archey.
- Will Horton (stagione 1), interpretato da Chandler Massey.
- Chad DiMera (stagione 1), interpretato da Billy Flynn.
- Sonny Kiriakis (stagione 1), interpretato da Zach Tinker.
- Tony DiMera (stagione 1), interpretato da Thaao Penghlis.
- Anna DiMera (stagione 1), interpretata da Leann Hunley.
- Shane Donovan/Drew Donovan (stagione 1), interpretato da Charles Shaughnessy.
- Kyle Graham (stagione 1), interpretato da Peter Porte.
- Billie Reed (stagione 1), interpretata da Lisa Rinna.
- Kristen DiMera (stagione 1), interpretata da Eileen Davidson.
- Hope Williams Brady (stagione 2), interpretata da Kristian Alfonso.
- Bo Brady (stagione 2), interpretato da Peter Reckell.
- Harris Michaels (stagione 2), interpretato da Steve Burton.
- Kayla Brady Johnson (stagione 2), interpretata da Mary Beth Evans.
- Steve Johnson (stagione 2), interpretato da Stephen Nichols.
- Paul Narita (stagione 2), interpretato da Christopher Sean.
- Andrew Donovan (stagione 2), interpretato da Colton Little.
- Gabi Hernandez (stagione 2), interpretata da Camila Banus.
- Li Shin (stagione 2), interpretato da Remington Hoffman.
- Megan Hathaway (stagione 2), interpretata da Miranda Wilson.
- Tripp Dalton (stagione 2), interpretato da Lucas Adams.
- Thomas Banks (stagione 2), interpretato da Eileen Davidson.
- Sorella Mary Moira Banks (stagione 2), interpretata da Eileen Davidson.
- Angela (stagione 2), interpretata da Loretta Devine.

### Personaggi ricorrenti
- Carrie Brady Reed (stagione 1), interpretata da Christie Clark.
- Austin Reed (stagione 1), interpretato da Austin Peck.
- Leo Stark (stagione 1), interpretato da Greg Rikaart.
- Stephanie Johnson (stagione 2), interpretata da Abigail Klein.
- Joey Johnson (stagione 2), interpretato da Tanner Stine.
- Wendy Shin (stagione 2), interpretata da Victoria Grace.

### Ospiti
- Jackie Cox (stagione 1), interpretata da Jackie Cox.
- Sophie Faversham (stagione 1), interpretata da Adrienne Frantz.
- Miles Faversham (stagione 1), interpretato da Scott Bailey.
- Cori Blake (stagione 1), interpretato da Roxy Wood.
- Michelle White (stagione 1), interpretata da Enya Flack.
- Lord Sebastian Alamain (stagione 1), interpretato da Noah Huntley.
- Phil Hellworth (stagione 2), interpretato da Vince Van Patten.
- Chris Kositchek (stagione 2), interpretato da Josh Taylor.
- Judge Welch (stagione 2), interpretato da Andrew Masset.
- Zack Brady (stagione 2), interpretato da Scott Shilstone.